# العلاقات البرتغالية الباهاماسية
العلاقات البرتغالية الباهاماسية هي العلاقات الثنائية التي تجمع بين البرتغال وباهاماس.

## مقارنة بين البلدين
هذه مقارنة عامة ومرجعية للدولتين:
| وجه المقارنة                                              | البرتغال                                                  | باهاماس      |
| --------------------------------------------------------- | --------------------------------------------------------- | ------------ |
| المساحة (كم2)                                             | 92.21 ألف                                                 | 13.88 ألف    |
| عدد السكان (نسمة)                                         | 10.60 مليون                                               | 395.36 ألف   |
| الكثافة السكانية (ن./كم²)                                 | 114.95                                                    | 28.48        |
| العاصمة                                                   | لشبونة                                                    | ناساو        |
| اللغة الرسمية                                             | اللغة البرتغالية، اللغة الميراندية                        | لغة إنجليزية |
| العملة                                                    | يورو، اسكودو برتغالي                                      | دولار بهامي  |
| الناتج المحلي الإجمالي (بليون دولار)                      | 217.57 مليار                                              | 12.16 مليار  |
| الناتج المحلي الإجمالي (تعادل القوة الشرائية) بليون دولار | 307.82 مليار                                              | 8.92 مليار   |
| الناتج المحلي الإجمالي الاسمي للفرد دولار أمريكي          | 19.22 ألف                                                 | 22.82 ألف    |
| الناتج المحلي الإجمالي للفرد دولار أمريكي                 | 28.76 ألف                                                 |              |
| مؤشر التنمية البشرية                                      | 0.830                                                     | 0.790        |
| رمز المكالمات الدولي                                      | +351                                                      | +1242        |
| رمز الإنترنت                                              | .pt                                                       | .bs          |
| المنطقة الزمنية                                           | توقيت غرب أوروبا، توقيت غرب أوروبا الصيفي، أوروبا/لشبونة ‏ | 00           |

## منظمات دولية مشتركة
يشترك البلدان في عضوية مجموعة من المنظمات الدولية، منها:
| علم المنظمة | اسم المنظمة                               | تاريخ انضمام البرتغال | تاريخ انضمام باهاماس |
| ----------- | ----------------------------------------- | --------------------- | -------------------- |
|             | مؤسسة التنمية الدولية                     | 29 ديسمبر 1992        | 23 يونيو 2008        |
|             | يونسكو                                    | 11 مارس 1965          | 23 أبريل 1981        |
|             | وكالة ضمان الاستثمار متعدد الأطراف        | 6 يونيو 1988          | 4 أكتوبر 1994        |
|             | الأمم المتحدة                             | 14 ديسمبر 1955        | 18 سبتمبر 1973       |
|             | الفريق المعني برصد الأرض                  | ?                     | ?                    |
|             | الاتحاد البريدي العالمي                   | ?                     | ?                    |
|             | البنك الدولي للإنشاء والتعمير             | 29 مارس 1961          | 21 أغسطس 1973        |
|             | الاتحاد الدولي للاتصالات                  | 1866                  | 19 أغسطس 1974        |
|             | منظمة حظر الأسلحة الكيميائية              | ?                     | ?                    |
|             | مؤسسة التمويل الدولية                     | 8 يوليو 1966          | 8 ديسمبر 1986        |
|             | المركز الدولي لتسوية المنازعات الاستشارية | 1 أغسطس 1984          | 18 نوفمبر 1995       |
|             | منظمة الشرطة الجنائية الدولية             | ?                     | ?                    |

## وصلات خارجية
- موقع وزارة الخارجية البرتغالية